# Зеленник короткодзьобий
Зеле́нник короткодзьобий (Chlorospingus parvirostris) — вид горобцеподібних птахів родини Passerellidae. Мешкає в Андах.

## Підвиди
Виділяють три підвиди:
- C. p. huallagae Carriker, 1933 — Анди від центральної Колумбії до Еквадору і північно-західного Перу;
- C. p. medianus Zimmer, JT, 1947 — Анди в центральному Перу (Хунін, Куско);
- C. p. parvirostris Chapman, 1901 — Анди на півдні Перу (Пуно) і на заході Болівії (Ла-Пас).

## Поширення і екологія
Короткодзьобі зеленники мешкають в Колумбії, Еквадорі, Перу і Болівії. Вони живуть у вологих гірських тропічних лісах і чагарникових заростях та в заростях на берегах річок. Зустрічаються на висоті від 1400 до 2000 м над рівнем моря.